# 남강암군
남강암군은 평남분지와 낭림육괴에 널려있는 중부고생대 암장작용의 산물로 추정되는 관입암체들이다.

## 개요
남강암군은 평남분지와 낭림육괴에 널려있으며 평남분지에서는 평양시의 대동강반과 신양군 장산리에 알려져있고 낭립육괴에서는 대동강 상류의 대흥군과 자강도의 전천-룡림지구, 평안북도의 선천지구에 알려져있다. 
남강암군은 주로 휘장암과 휘장휘록암으로 되여있으며 일부 각섬석암맥도 있다.
원래 남강암군의 휘장휘록암은 1958년 - 1962년 사이 축척 1:20만 도폭조사 당시 평남분지 전반에 걸쳐 알려져 중부고생대의 남강암군으로 설정되였으며 이에 따라 낭림육괴지역의 휘장휘록암류도 같은 암군으로 정해졌다.
이후 축척 1:5만 도폭조사와 그 외의 세부지질조사를 하는 과정에 강동군, 성천군, 연산군을 비롯한 남강유역의 남강암군이라 생각했던 관입암체들이 상부원생대의 연산암군이라는 것이 밝혀졌다.
축척 1:5만 지질조사자료와 세부지질조사자료에 의해면 대부분의 남강암군 염기성암군들은 상부원생대 상원계 지층 안에만 층상체로 혹은 일부 맥상체로 관입되여있으며 구현계나 캄브리아기 하세층에 의해 부정합으로 덮여있다. 다만 평양시 삼석구역 원흥리와 락랑구역 북동부의 대동강반, 강동읍부군 및 신양군 장산리에 캄브리아기층을 뚫었다는 자료가 남아있다. 이 문제가 아직 해결되지 않은 상태에서 이들만을 연산암군으로 옮기지 않고 남강암군으로 남겼으므로 남강암군은 일종의 과도기적인 명칭이라고 할 수 있다.

## 특성
낭림육괴에 있는 휘장휘록암류는 주로 조기선캄브리아기층 내에 맥상으로 발달하고 있어 배태암과의 호상관계에 의해 형성시대를 밝히기 곤란하다. 한편 평양지방에 있는 남강암군은 대동강을 따르는 북동방향의 단열대와 연계되여 생긴 층상 및 맥상암체로 모두 캄브리아기층인 중화주층, 흑교주층 및 무진주층의 편암과 석회암의 층리면을 따라 발달한다. 이 암맥들은 상부고생대층에서는 전혀 볼 수 없다.
낭림육괴에서는 휘장휘록암맥들이 자강도 전천군과 룡림군에 7개, 위원군, 성간군 및 강계시에 9개 알려져있고 평안북도 선천군 대목산일대에서 북동계열의 고기구조대안에 발달하는 몇 개의 병행맥이 알려져있으며 대흥지방에 북동방향의 판모양암체들이 있다. 암맥들의 크기는 두께 2~3 m로부터 10~60 m까지 다양하며 길이도 수백 m에서 수 km까지 각이하다.
남강암군 암석들의 암석학적특징은 아래 표와 같다.
| 지역                  | 평양                                                                  | 청천강-룡림                                        | 위원-강계                                | 대흥                                                          |
| --------------------- | --------------------------------------------------------------------- | -------------------------------------------------- | ---------------------------------------- | ------------------------------------------------------------- |
| 암석                  | 휘장-휘록암                                                           | 휘장암,휘장-휘록암                                 | 휘장휘록암                               | 화성각섬암, 변휘장암-사장석각섬암                             |
| 색                    | 검은색                                                                | 어두운 재색, 검은색                                | 어두운 재색                              |                                                               |
| 구조-석리적특징       | 중립 및 세립질편마상석리, 띠상구조                                    | 세립 및 중립질괴상석리                             | 괴상석리                                 | 교대구조, 각력상교대구조                                      |
| 주성분                | 각섬석, 사장석                                                        | 사장석, 각섬석                                     | 각섬석, 사장석                           | 각섬석-양기석, 녹렴석, 유렴석, 견운모, 사장석                 |
| 부성분                | 석영, 흑운모                                                          | 석영                                               |                                          |                                                               |
| 부광물                | 인회석, 설석, 티탄철광, 금속광물                                      | 티탄철광, 인회석, 설석, 백티탄석, 지르콘           | 지르콘, 인회석, 금속광물                 | 인회석, 설석                                                  |
| 암석의 2차적 변화특성 | 휘석의 각섬석화, 각섬석의 흑운모화 및 유렴석화, 사장석의 견운모화작용 | 사장석의 쇼스리트화, 탄산염화, 휘석의 각섬석화작용 | 사장석의 견운모화, 각섬석의 녹니석화작용 | 각섬석의 양기석화, 사장석의 쇼스리트화, 각섬석의 녹니석화작용 |

## 참고 문헌
- 한룡연 외. 조선의 지질(증보판). 과학기술출판사, 2011. p 193
- 류종락 외. 조선지질구성 4. 공업출판사, 1990. p 260 - 261